# Базальтове скло
База́льтове скло — вулканічне скло базальтового складу.
База́льтове скло́ — продукт підводного виливу базальтової лави, з вмістом SiO2 до 50%, з твердістю 6 одиниць, питомою вагою 2,7-3 г/см³. Блиск скляний аморфний, від прозорого до непрозорого. Колір синій, блакитно-зелений, коричневий до чорного. Основні різновиди — сидеромелан та тахіліт.